# Nuoto ai Giochi della XVIII Olimpiade - 400 metri stile libero femminili
La competizione dei 400 metri stile libero femminili di nuoto ai Giochi della XVIII Olimpiade si è svolta nei giorni 17 e 18 ottobre 1964 allo Yoyogi National Gymnasium di Tokyo.

## Programma
| Data            | Round      | Note                           |
| --------------- | ---------- | ------------------------------ |
| 17 ottobre 1964 | 6 Batterie | I migliori 8 tempi alla finale |
| 18 ottobre 1964 | Finale     |                                |

## Risultati

### Batterie
| Pos. | Atleta           | Nazione     | Tempo  | Posizione finale |
| ---- | ---------------- | ----------- | ------ | ---------------- |
| 1    | Virginia Duenkel | Stati Uniti | 4'48"6 | 2                |
| 2    | Martina Grunert  | Germania    | 4'57"7 | 13               |
| 3    | Ineke Tigelaar   | Paesi Bassi | 5'01"8 | 16               |
| 4    | Barbara Hounsell | Canada      | 5'04"9 | 18               |
| 5    | Tazuko Kikutani  | Giappone    | 5'06"3 | 22               |

| Pos. | Atleta              | Nazione       | Tempo  | Posizione finale |
| ---- | ------------------- | ------------- | ------ | ---------------- |
| 1    | Kim Herford         | Australia     | 4'49"8 | 4                |
| 2    | Ann-Charlotte Lilja | Svezia        | 4'52"3 | 6                |
| 3    | Patty Thompson      | Canada        | 5'06"7 | 23               |
| 4    | Pauline Sillett     | Gran Bretagna | 5'12"2 | 27               |
| 5    | Bep Weeteling       | Paesi Bassi   | 5'13"0 | 28               |

| Pos. | Atleta                     | Nazione       | Tempo  | Posizione finale |
| ---- | -------------------------- | ------------- | ------ | ---------------- |
| 1    | Liz Long                   | Gran Bretagna | 4'54"5 | 7                |
| 2    | Daniela Beneck             | Italia        | 4'56"2 | 10               |
| 3    | Elisabeth Ljunggren-Morris | Svezia        | 4'57"0 | 12               |
| 4    | Jutta Wanke                | Germania      | 5'01"7 | 15               |
| 5    | Ann Lallande               | Porto Rico    | 5'04"3 | 17               |
| 6    | Rita Pulido                | Spagna        | 5'06"2 | 20               |
| 7    | Marilyn Sidelsky           | Rhodesia      | 5'08"9 | 26               |

| Pos. | Atleta             | Nazione          | Tempo  | Posizione finale |
| ---- | ------------------ | ---------------- | ------ | ---------------- |
| 1    | Marilyn Ramenofsky | Stati Uniti      | 4'47"7 | 1                |
| 2    | Dawn Fraser        | Australia        | 4'52"2 | 5                |
| 3    | Jane Hughes        | Canada           | 4'54"8 | 8                |
| 4    | Nataliya Bystrova  | Unione Sovietica | 5'05"0 | 19               |
| 5    | María Luisa Souza  | Messico          | 5'05"2 | 20               |
| 6    | Majvor Welander    | Svezia           | 5'07"7 | 24               |
| 7    | Olga Belmar        | Messico          | 5'14"0 | 29               |
| 8    | Jovina Tseng       | Malaysia         | 5'46"0 | 31               |

| Pos. | Atleta              | Nazione          | Tempo  | Posizione finale |
| ---- | ------------------- | ---------------- | ------ | ---------------- |
| 1    | Therese Stickles    | Stati Uniti      | 4'49"3 | 3                |
| 2    | Nanette Duncan      | Australia        | 4'55"2 | 9                |
| 3    | Kazue Hayakawa      | Giappone         | 4'56"5 | 11               |
| 4    | Heidi Pechstein     | Germania         | 5'01"4 | 14               |
| 5    | Nataliya Mikhaylova | Unione Sovietica | 5'08"0 | 25               |
| 6    | Im Geum-Ja          | Corea del Sud    | 5'38"7 | 30               |

### Finale
| Pos.    | Atleta              | Nazione       | Tempo  |
| ------- | ------------------- | ------------- | ------ |
| Oro     | Virginia Duenkel    | Stati Uniti   | 4'43"3 |
| Argento | Marilyn Ramenofsky  | Stati Uniti   | 4'44"6 |
| Bronzo  | Therese Stickles    | Stati Uniti   | 4'47"2 |
| 4       | Dawn Fraser         | Australia     | 4'47"6 |
| 5       | Jane Hughes         | Canada        | 4'50"9 |
| 6       | Liz Long            | Gran Bretagna | 4'52"0 |
| 7       | Kim Herford         | Australia     | 4'52"9 |
| 8       | Ann-Charlotte Lilja | Svezia        | 4'53"0 |